# هاینریش گئورگه
هاینریش گئورگه (آلمانی: Heinrich George؛ ۹ اکتبر ۱۸۹۳ – ۲۵ سپتامبر ۱۹۴۶) هنرپیشه اهل کشور آلمان بود. وی بین سال‌های ۱۹۲۱ تا ۱۹۴۵ میلادی فعالیت می‌کرد.
از فیلم‌هایی که وی در آن نقش داشته است می‌توان به متروپلیس، زوس یهودی، ۱۹۱۴، اورینت اکسپرس (فیلم ۱۹۲۷) و سرنوشت اشاره کرد.